# 光滑黄皮
光滑黄皮（学名：Clausena lenis）为芸香科黄皮属的植物。分布在越南以及中国大陆的海南、云南、广西等地，生长于海拔500米至1,300米的地区，一般生长在山地疏和密林中，目前尚未由人工引种栽培。